# Steinach am Brenner
Steinach am Brenner (in italiano Stenago al Brennero) è un comune austriaco di 3 635 abitanti nel distretto di Innsbruck-Land, in Tirolo; ha lo status di comune mercato (Marktgemeinde).

## Geografia fisica
Steinach am Brenner è situata nella Wipptal, a un'altitudine di 1048 m s.l.m., lungo il fiume Sill alla diramazione della valle di Gschnitz (Gschnitztal). Sorge a 31 km a sud di Innsbruck e a 12 km dal confine con l'Italia.

## Storia
Il primo insediamento documentato di Steinach risale al 985, quando il villaggio (con il nome di “Muron”) era situato su una collina nei pressi della chiesa di Sant'Orsola. Il nome attuale, menzionato per la prima volta nel 1220, pare derivi da “Steina”, ovvero dalle numerose rocce di grandi dimensioni presenti nel luogo. Nel 1349 il tribunale fu spostato definitivamente a Steinach da Aufenstein, situata all'ingresso della valle di Navis, mentre la chiesa dipendeva dalla parrocchia di Matrei am Brenner. Nel 1407 fu designata come comune mercato, riconfermata successivamente nel 1574 e nel 1639. Data la sua posizione di transito molte personalità vi fecero sosta nel corso degli anni: Carlo V d'Asburgo, Ferdinando I d'Asburgo (1530) e papa Pio VI (1782). Andreas Hofer, durante l'insorgenza tirolese, vi ebbe alcune volte il suo quartier generale e qui, il 3 novembre 1809, prese la decisione della resa. Durante la seconda guerra mondiale Steinach fu bombardata più volte a causa della linea ferroviaria.

### Stemma
Lo stemma di Steinach è costituito da uno scudo con sfondo blu, attraversato da una freccia obliqua rivolta in basso verso sinistra e da due cerchi, sistemati in posizione opposta tra di loro, di colore giallo. Il significato dello stemma non è conosciuto anche se i due cerchi rappresenterebbero le pietre da cui il nome della località. Lo stemma è stato disegnato il 21 luglio 1936.

## Monumenti e luoghi d'interesse

### Architetture religiose

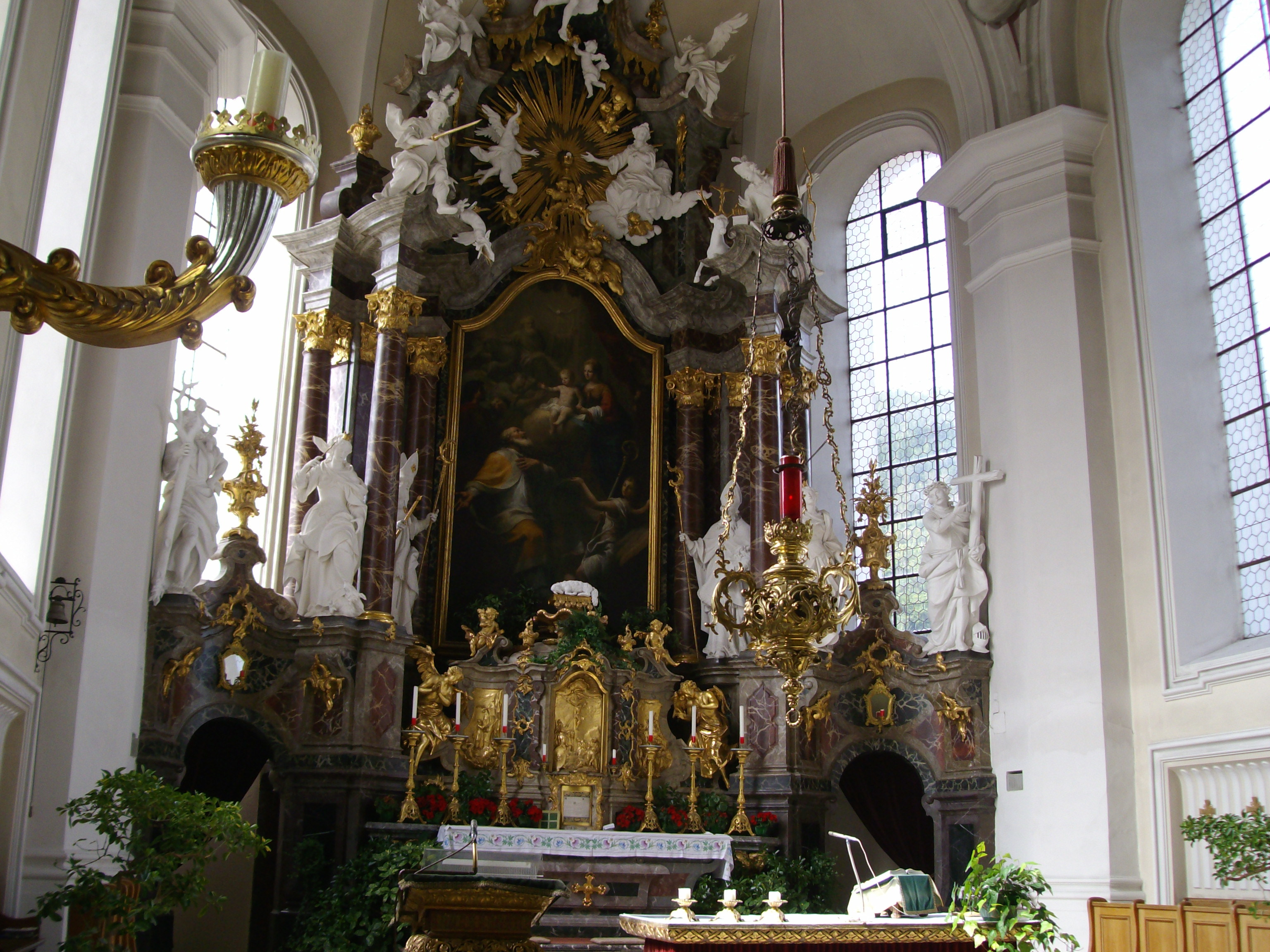
L'altare maggiore della chiesa parrocchiale di Sant'Erasmo

- La chiesa parrocchiale di Sant'Erasmo (Pfarrkirche zu Heilige Erasmus), eretta tra il 1337 ed il 1353, era originariamente una cappella dedicata ai Santi Erasmo, Quirino e Cristoforo; sotto l'imperatore Massimiliano I, all'inizio del XVI secolo, fu costruita una nuova chiesa, dedicata a sant'Erasmo, in stile barocco su progetto e direzione di Franz de Paula Penz. Nel 1853 il grande incendio di Steinach distrusse anche la chiesa che, due anni dopo, fu ricostruita sotto la direzione di Joseph von Stadl. Questa è caratterizzata da un'imponente facciata con due torri e un portico neoromanico. La chiesa, eretta a parrocchia nel 1891, ha al suo interno un'abside luminosa con grandi vetrate, un altare ridondante[non chiaro] e soffitti affrescati[1].
- La chiesa di Sant'Orsola (Sankt Ursula Kirche in Mauern), situata nella frazione di Mauern e menzionata nel 985, è la più antica del luogo e conserva ancora l'antica struttura romanica. L'interno fu sottoposto nel 1678 a una ristrutturazione trasformando l'altare in stile tardo gotico[1]. Presso la chiesa si trovava l'originario cimitero, trasferito poi a Steinach nel 1483[senza fonte].
- La chiesa di Sant'Ulrico (Sankt Ulrich Kirche in Tiezens), situata nel villaggio di Tienzens e un tempo sotto la diocesi di Augusta, fu costruita nel 1306 e ristrutturata nel 1732 in stile barocco[1].

## Geografia antropica

### Suddivisioni amministrative
Il territorio comunale coincide con il comune catastale di Steinach e conta tre frazioni (tra parentesi la popolazione al 31 ottobre 2011): Mauern (551), Stafflach (313) e Steinach am Brenner (2 488), a loro volta articolate in varie località (inizialmente Harland, Mühlen, Plon, Puig, Salfaun, Siegreith, Tienzens e Wolf; in seguito si sono aggiunte anche Erlach, Höhenweg, Hochacker e Schlurnweg).

## Società
Secondo il censimento austro-ungarico del 1880, la popolazione del distretto giudiziario di Steinach era per la maggior parte di etnia tedesca, con una presenza ladina (oltre 1% della popolazione).

## Infrastrutture e trasporti
Steinach am Brenner è attraversata dalla statale B182 e dall'autostrada A13 Brenner Autobahn, che percorre la Wipptal sul versante occidentale, in posizione elevata rispetto al paese.